# Marabuto

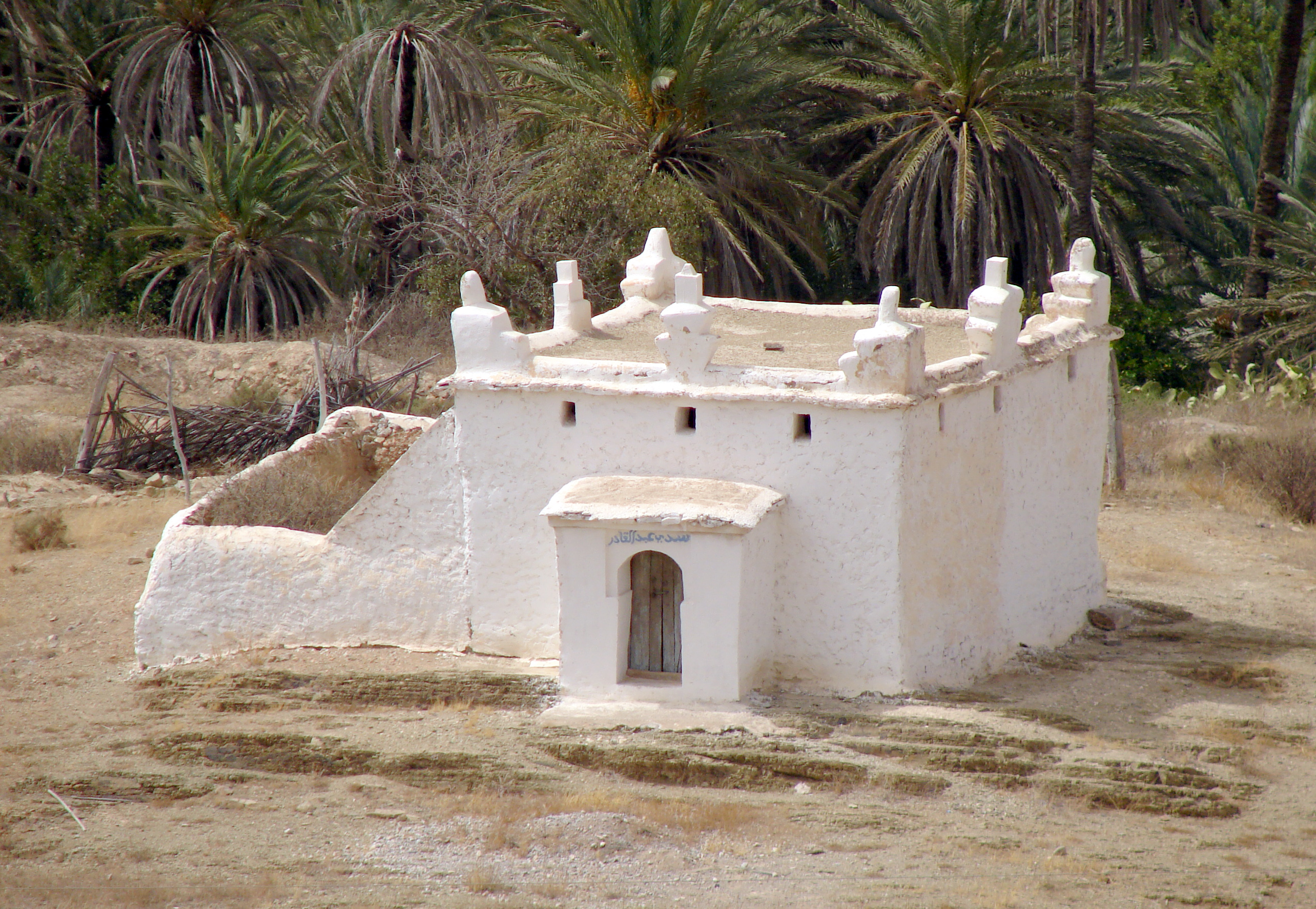
Túmulo de um marabuto em Marrocos.

Um marabuto, marabu (em árabe: مربوط; romaniz.: marbût) ou morabito (مُرابِط; murābiṭ) é um eremita considerado santo por habitantes da região do Magrebe.
O termo aplica-se também aos túmulos destas pessoas, que, na maior parte dos casos, são considerados locais sagrados e santuários.
Os marabutos existem sobretudo no Magrebe e África Setentrional.

## História
Marabutos do Sahel, apesar de eremitas, muitas vezes tentavam influenciar os detentores do poder temporal de modo similar aos profetas hebreus. Costumavam liderar a "resistência" aos europeus do século XIX, que consideravam, equivocadamente, "descendentes de cruzados".